# 悅湖山莊

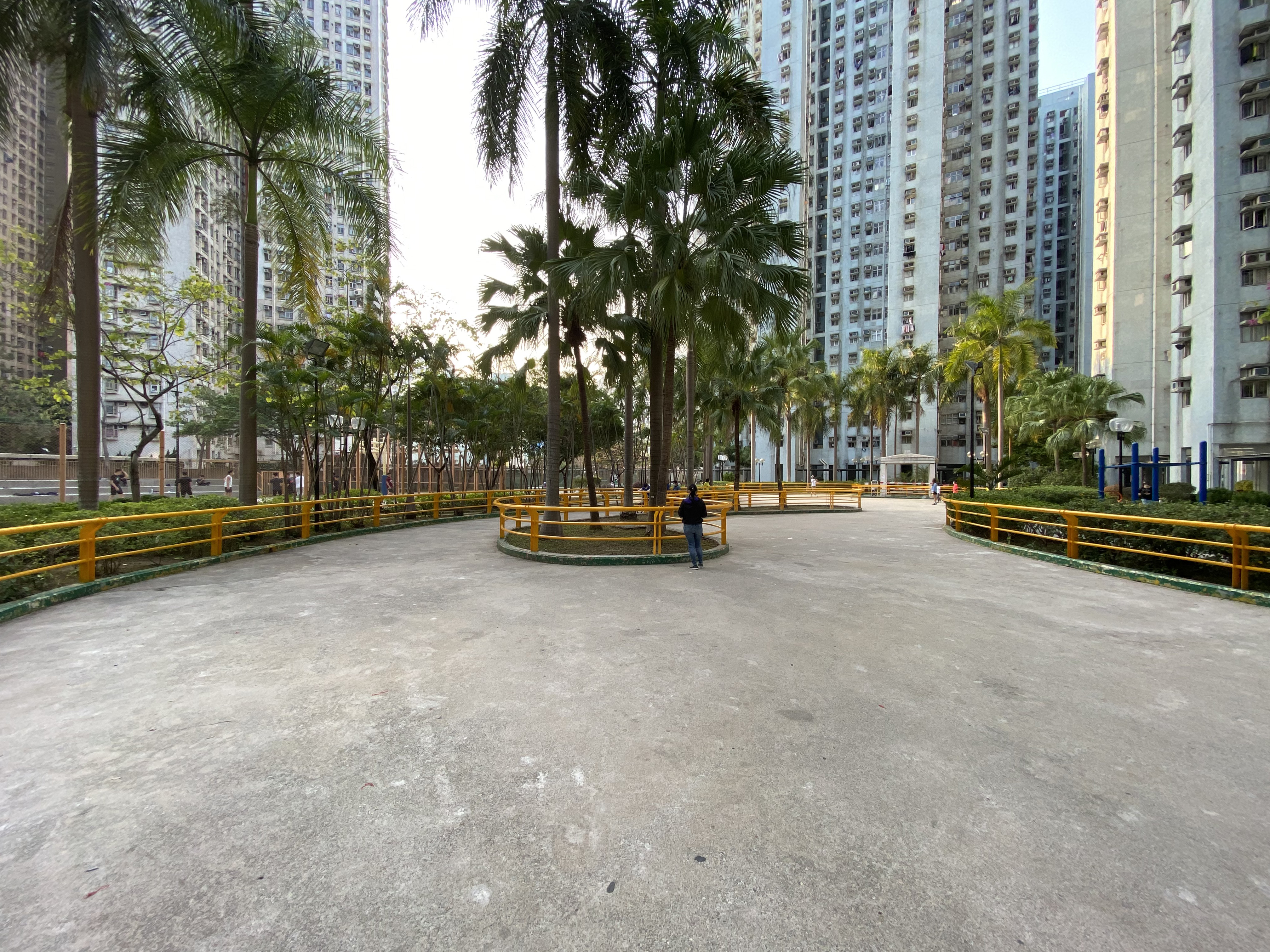
滾軸溜冰場

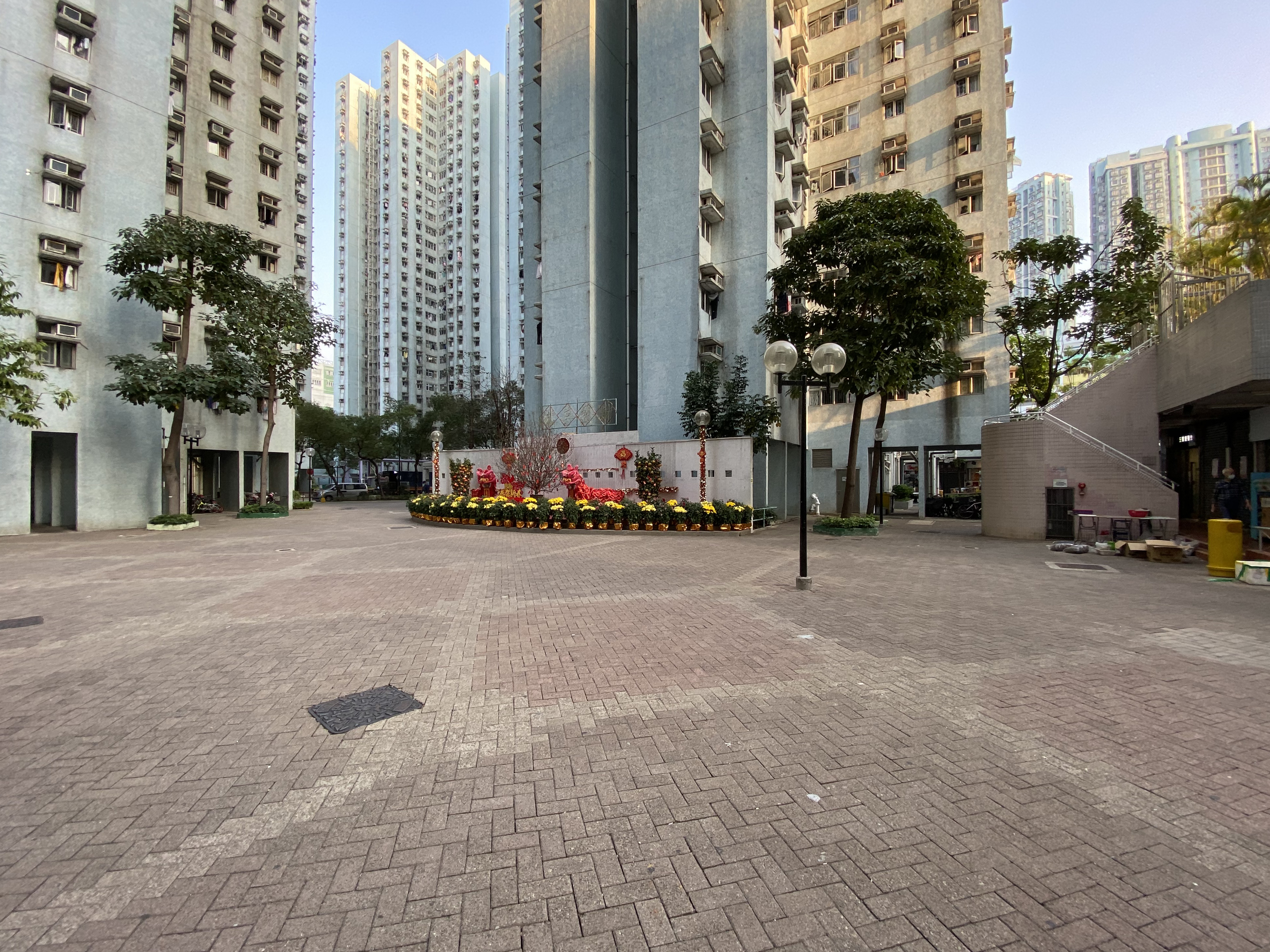
商場對出的廣場

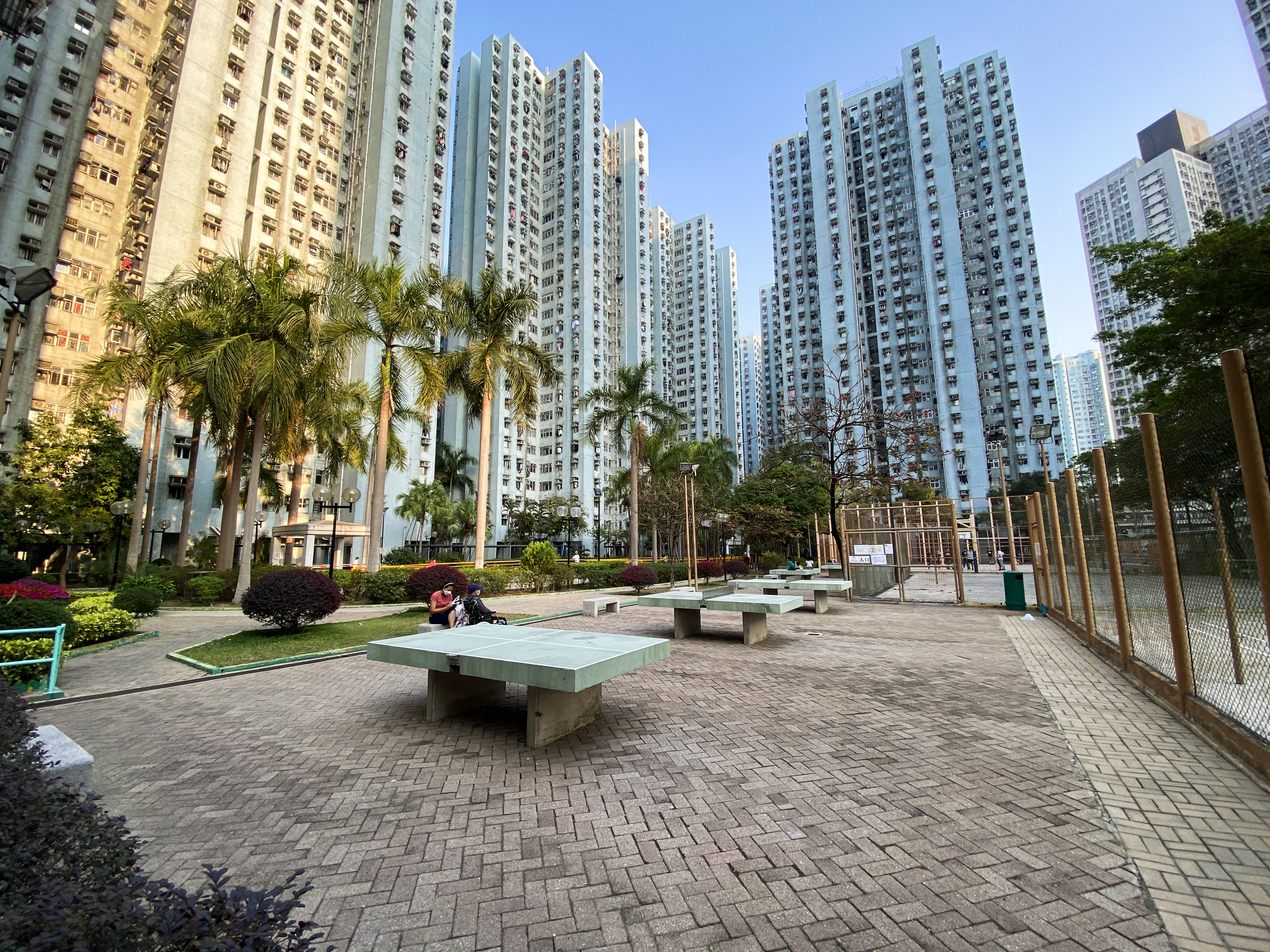
屋苑內園的乒乓球區

悅湖山莊（英語：Yuet Wu Villa）是香港屯門南部的私人參建居屋屋苑，位於屯門市地段360號，鄰近屯門碼頭和兆禧苑，由大同混凝土製品廠有限公司及五洋建設株式會社之聯營公司「Brichwood Company Limited」發展，周氏建築師事務所（周念申建築師）設計，五洋建設株式會社承建，佳定物業管理有限公司管理，屬於居者有其屋私人機構參建居屋計劃的第14期丙（發售7-13座）及第15期甲（發售1-6、14-15座）該屋苑在1993年底落成，共15座22-28層高樓宇，提供3,890個單位。
屋苑原址為湖景臨時房屋區，於1988年拆卸，原來的居民遷往良景邨。

## 屋苑資料

### 樓宇
| 樓宇名稱 | 樓宇類型                      | 落成年份 | 樓宇層數（住宅層數） | 每層伙數 | 每座單位數目（伙） | 建築師                            | 承建商           | 提供升降機的廠商 |
| -------- | ----------------------------- | -------- | -------------------- | -------- | ------------------ | --------------------------------- | ---------------- | ---------------- |
| 第1座    | 私人機構參建居屋 （十字井型） | 1993年   | 22                   | 10       | 220                | 周氏建築師事務所 （周念申建築師） | 五洋建設株式會社 | Goldstar         |
| 第2座    | 私人機構參建居屋 （十字井型） | 1993年   | 22                   | 10       | 220                | 周氏建築師事務所 （周念申建築師） | 五洋建設株式會社 | Goldstar         |
| 第3座    | 私人機構參建居屋 （十字井型） | 1993年   | 22                   | 10       | 220                | 周氏建築師事務所 （周念申建築師） | 五洋建設株式會社 | Goldstar         |
| 第4座    | 私人機構參建居屋 （十字井型） | 1993年   | 28                   | 10       | 280                | 周氏建築師事務所 （周念申建築師） | 五洋建設株式會社 | Goldstar         |
| 第5座    | 私人機構參建居屋 （十字井型） | 1993年   | 28                   | 10       | 280                | 周氏建築師事務所 （周念申建築師） | 五洋建設株式會社 | Goldstar         |
| 第6座    | 私人機構參建居屋 （十字井型） | 1993年   | 28                   | 10       | 280                | 周氏建築師事務所 （周念申建築師） | 五洋建設株式會社 | Goldstar         |
| 第7座    | 私人機構參建居屋 （十字井型） | 1993年   | 28                   | 10       | 280                | 周氏建築師事務所 （周念申建築師） | 五洋建設株式會社 | Goldstar         |
| *第8座   | 私人機構參建居屋 （十字井型） | 1993年   | 28                   | 10       | 280                | 周氏建築師事務所 （周念申建築師） | 五洋建設株式會社 | Goldstar         |
| 第9座    | 私人機構參建居屋 （十字井型） | 1993年   | 28                   | 10       | 280                | 周氏建築師事務所 （周念申建築師） | 五洋建設株式會社 | Goldstar         |
| *第10座  | 私人機構參建居屋 （十字井型） | 1993年   | 28                   | 10       | 280                | 周氏建築師事務所 （周念申建築師） | 五洋建設株式會社 | Goldstar         |
| 第11座   | 私人機構參建居屋 （十字井型） | 1993年   | 28                   | 10       | 280                | 周氏建築師事務所 （周念申建築師） | 五洋建設株式會社 | Goldstar         |
| *第12座  | 私人機構參建居屋 （十字井型） | 1993年   | 28                   | 10       | 280                | 周氏建築師事務所 （周念申建築師） | 五洋建設株式會社 | Goldstar         |
| 第13座   | 私人機構參建居屋 （十字井型） | 1993年   | 27                   | 10       | 270                | 周氏建築師事務所 （周念申建築師） | 五洋建設株式會社 | Goldstar         |
| 第14座   | 私人機構參建居屋 （十字井型） | 1993年   | 22                   | 10       | 220                | 周氏建築師事務所 （周念申建築師） | 五洋建設株式會社 | Goldstar         |
| 第15座   | 私人機構參建居屋 （十字井型） | 1993年   | 22                   | 10       | 220                | 周氏建築師事務所 （周念申建築師） | 五洋建設株式會社 | Goldstar         |

以 * 標示樓宇為2019冠狀病毒病香港疫情當中多名確診個案患者居住的大廈

## 教育設施

### 幼稚園
- 加州天地幼稚園 （2008年創辦）（位於悅湖山莊幼稚園2A號地下）

## 所屬選區
悅湖山莊屬於屯門區議會的屯門西選區，現由民主建港協進聯盟成員鍾健峰與工聯會成員徐帆擔任當區區議員。而在立法會地區直選中，則屬於新界西北（LC8）選區。

## 屋苑周邊
- 悅湖商場
- 輕鐵兆禧站、屯門碼頭站
- 邁亞美海灣、慧豐園、兆禧苑、海翠花園、䨇寓

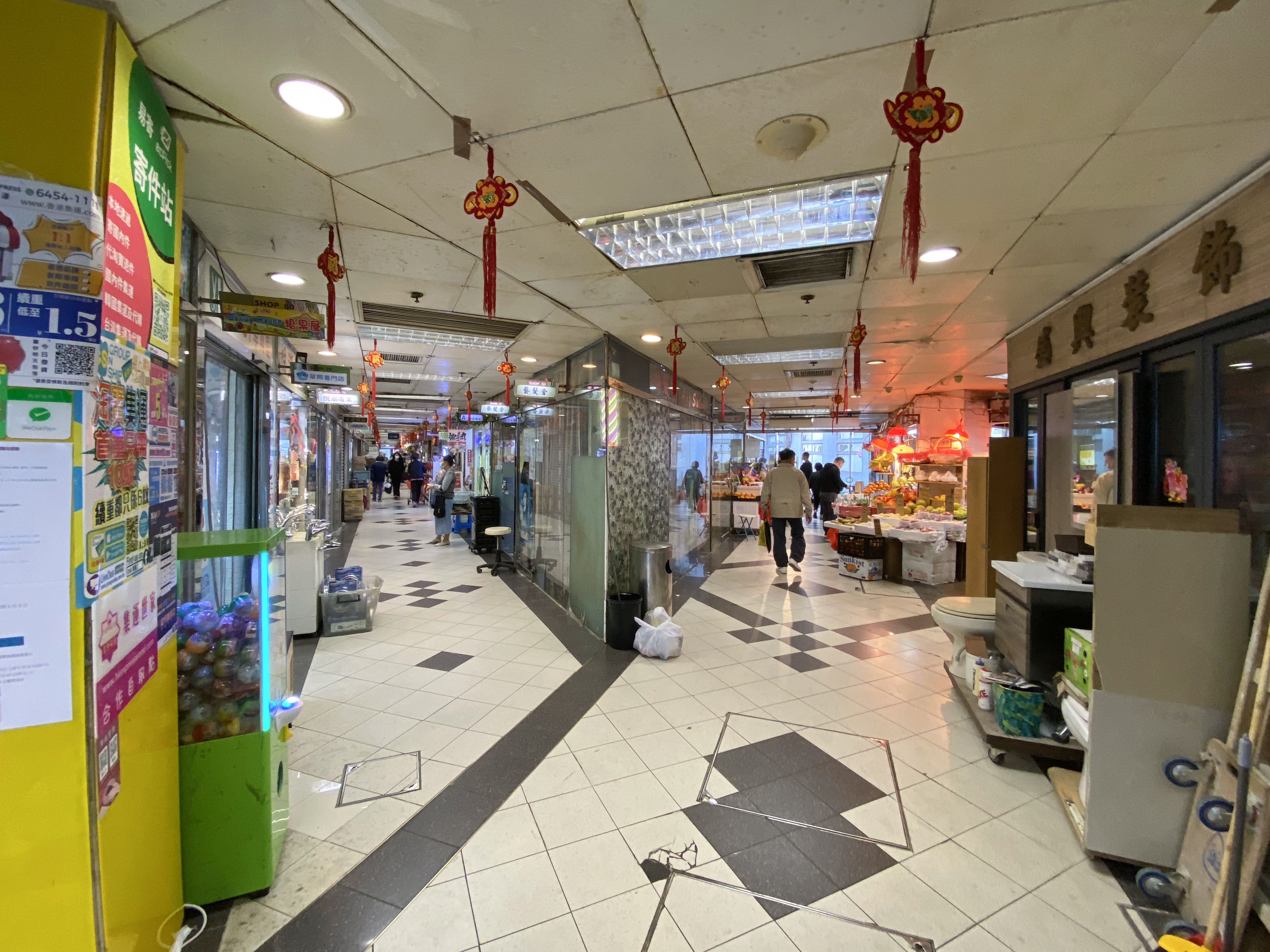
悅湖商場

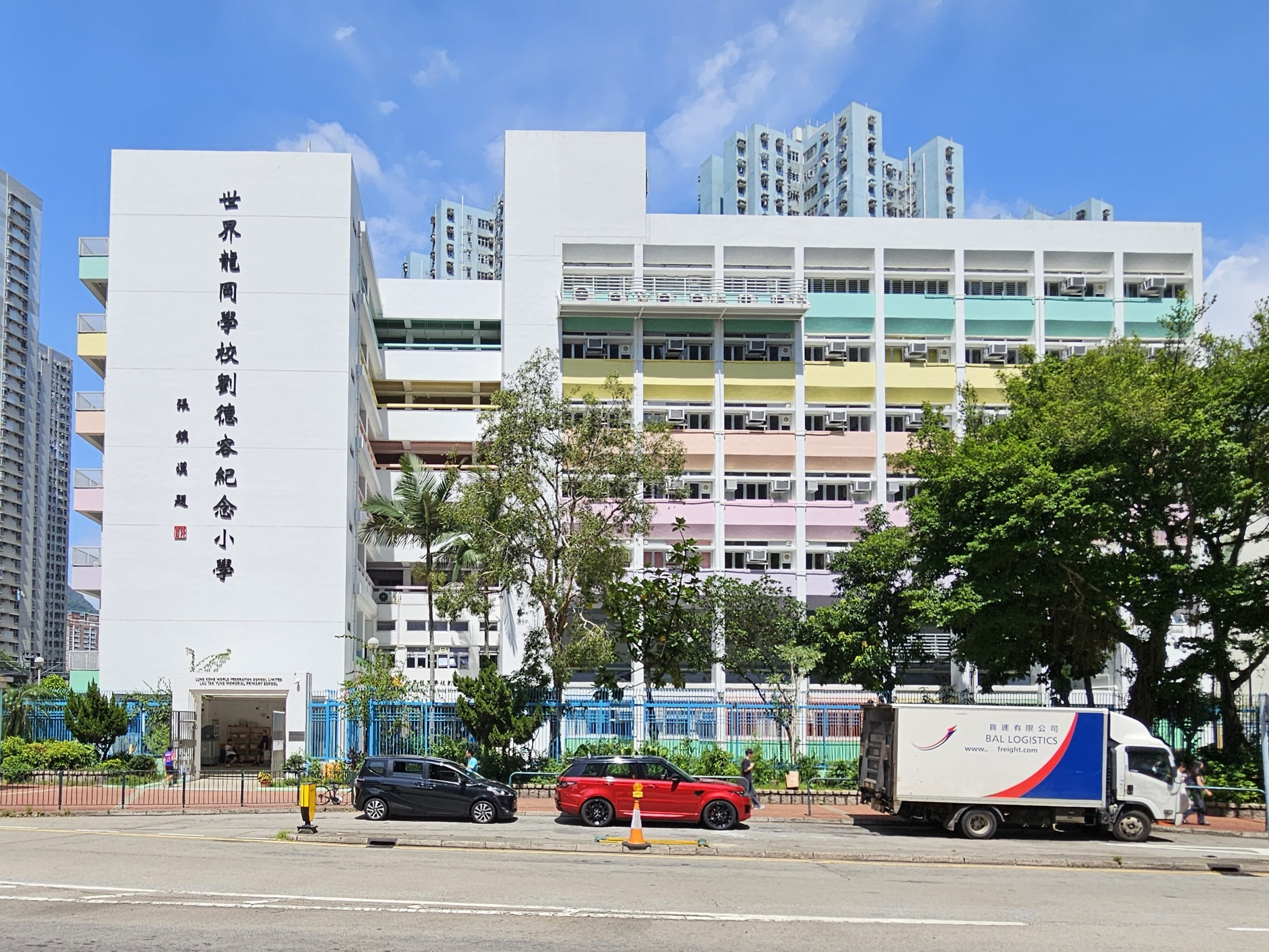
世界龍岡學校劉德容紀念小學

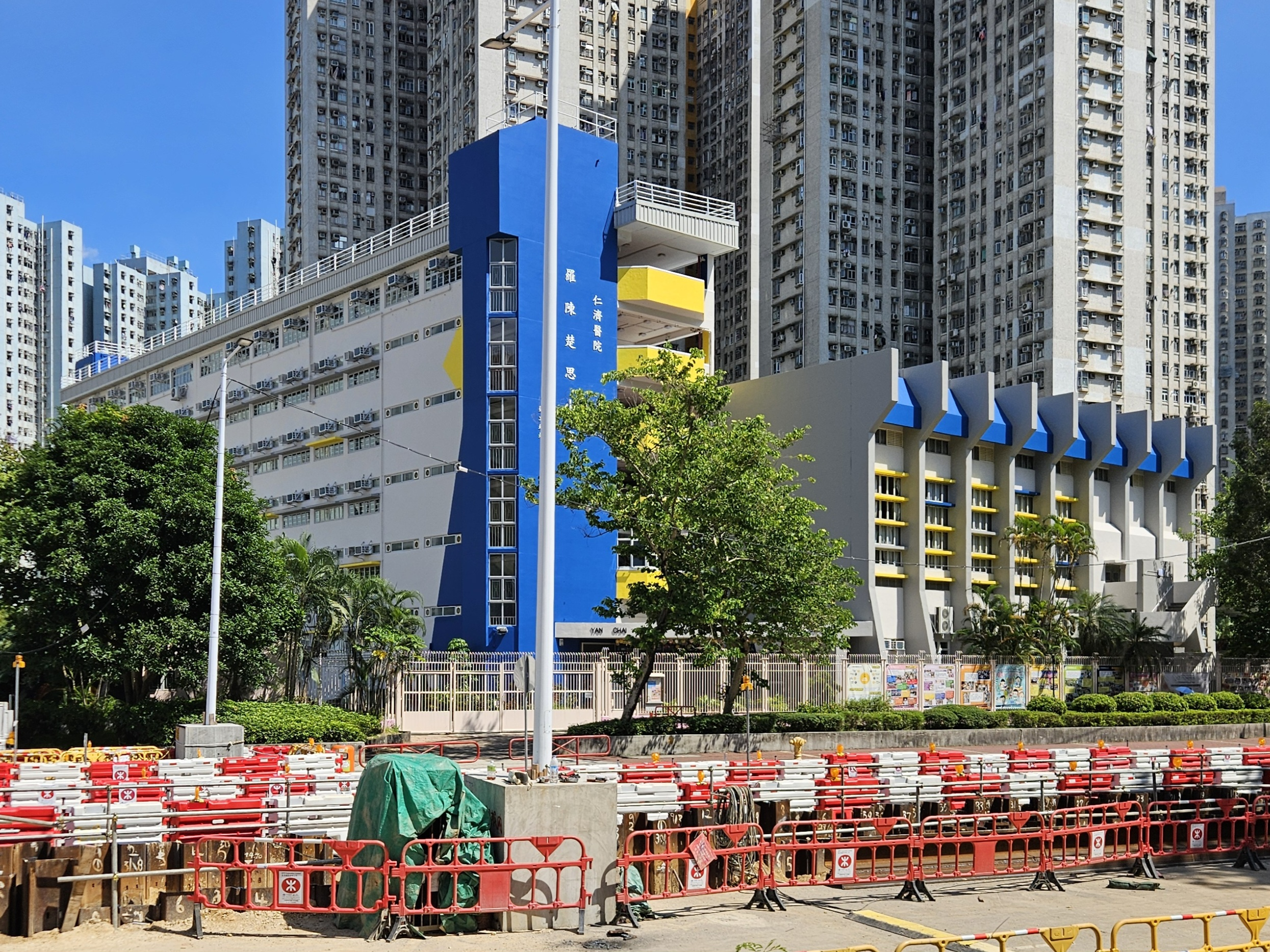
仁濟醫院羅陳楚思小學

- 南屯門官立中學、加拿大神召會嘉智中學、世界龍岡學校劉德容紀念小學、仁濟醫院羅陳楚思小學
- 兆禧輕鐵站、屯門碼頭總站
- 湖山草地滾球場、湖山花園、湖山網球場
- 青山魚類批發市場暨屯門44區聯用綜合大樓
- 青山分區警署、屯門湖康警察宿舍
- 屯門湖康診所
- 新華凍房
- 屯門避風塘
- 白角變電站

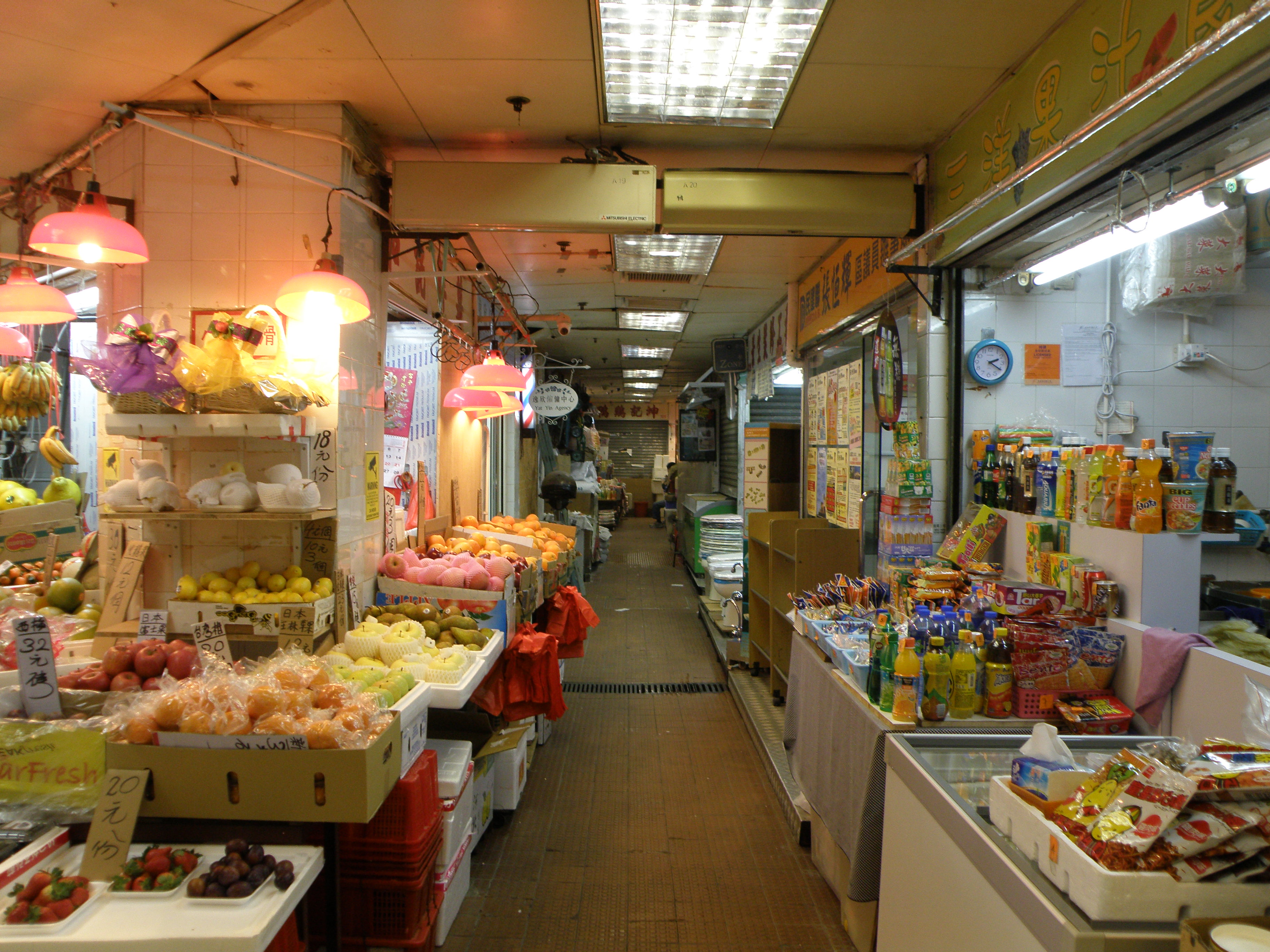
悅湖街市
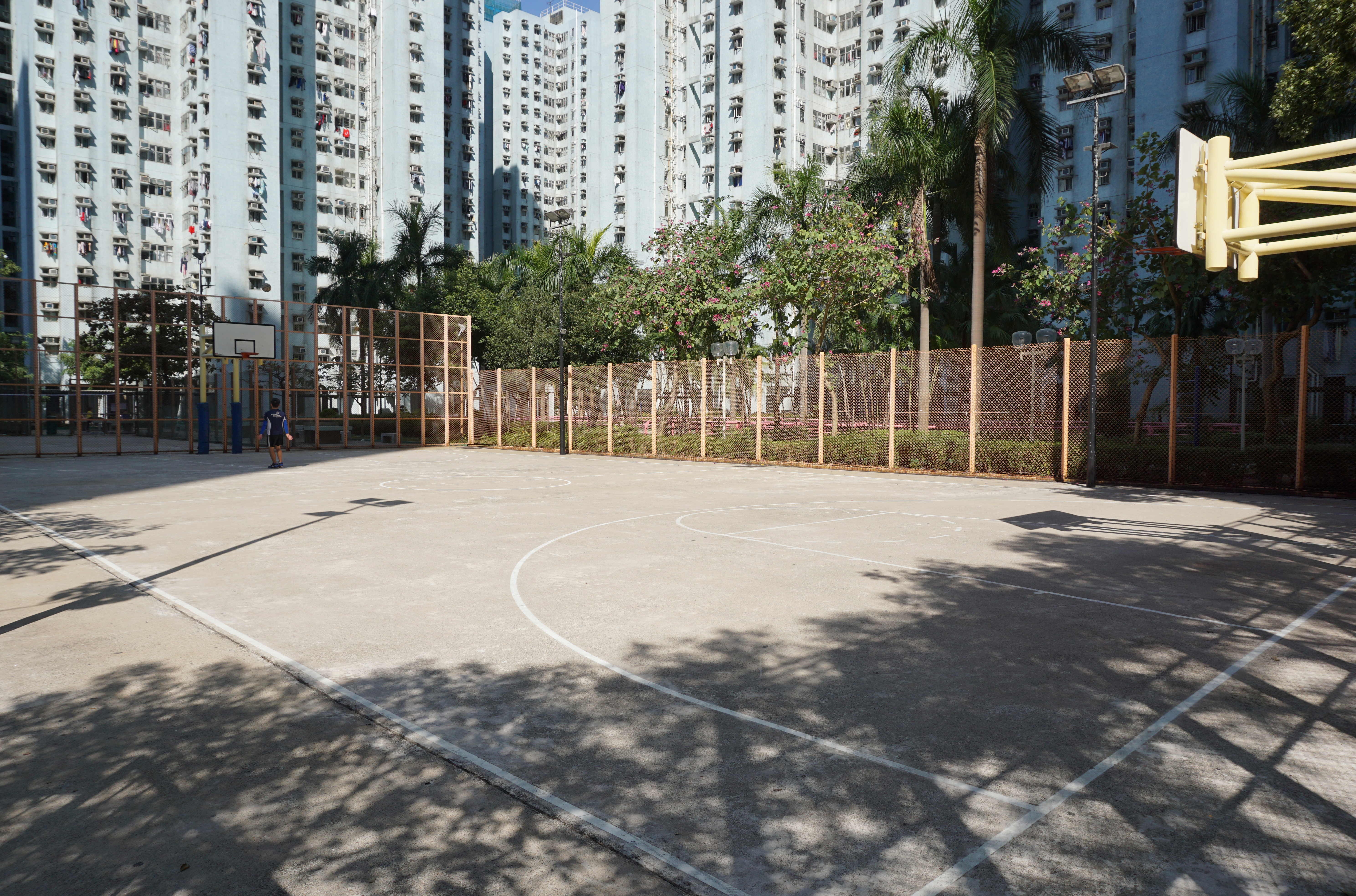
籃球場
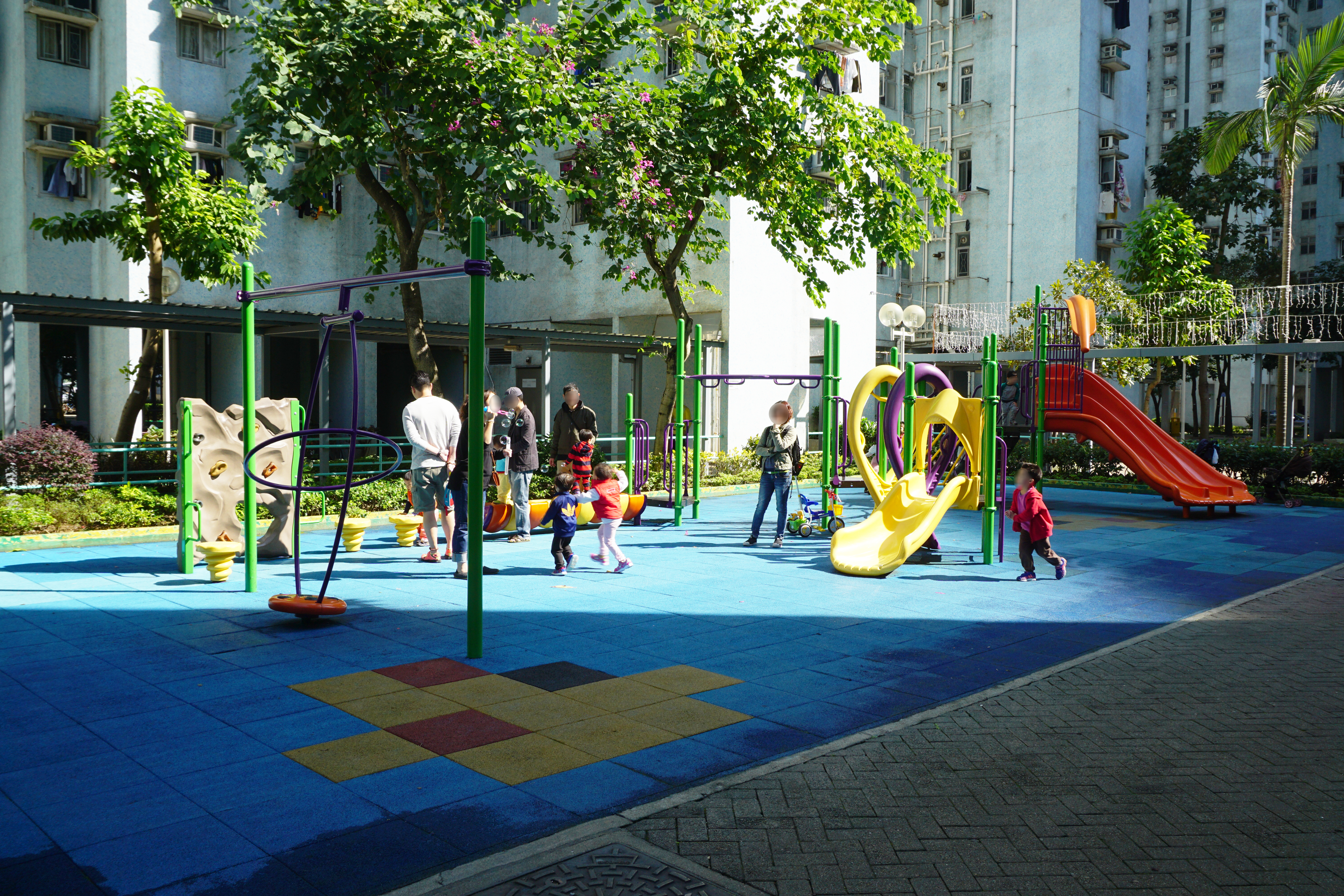
兒童遊樂場
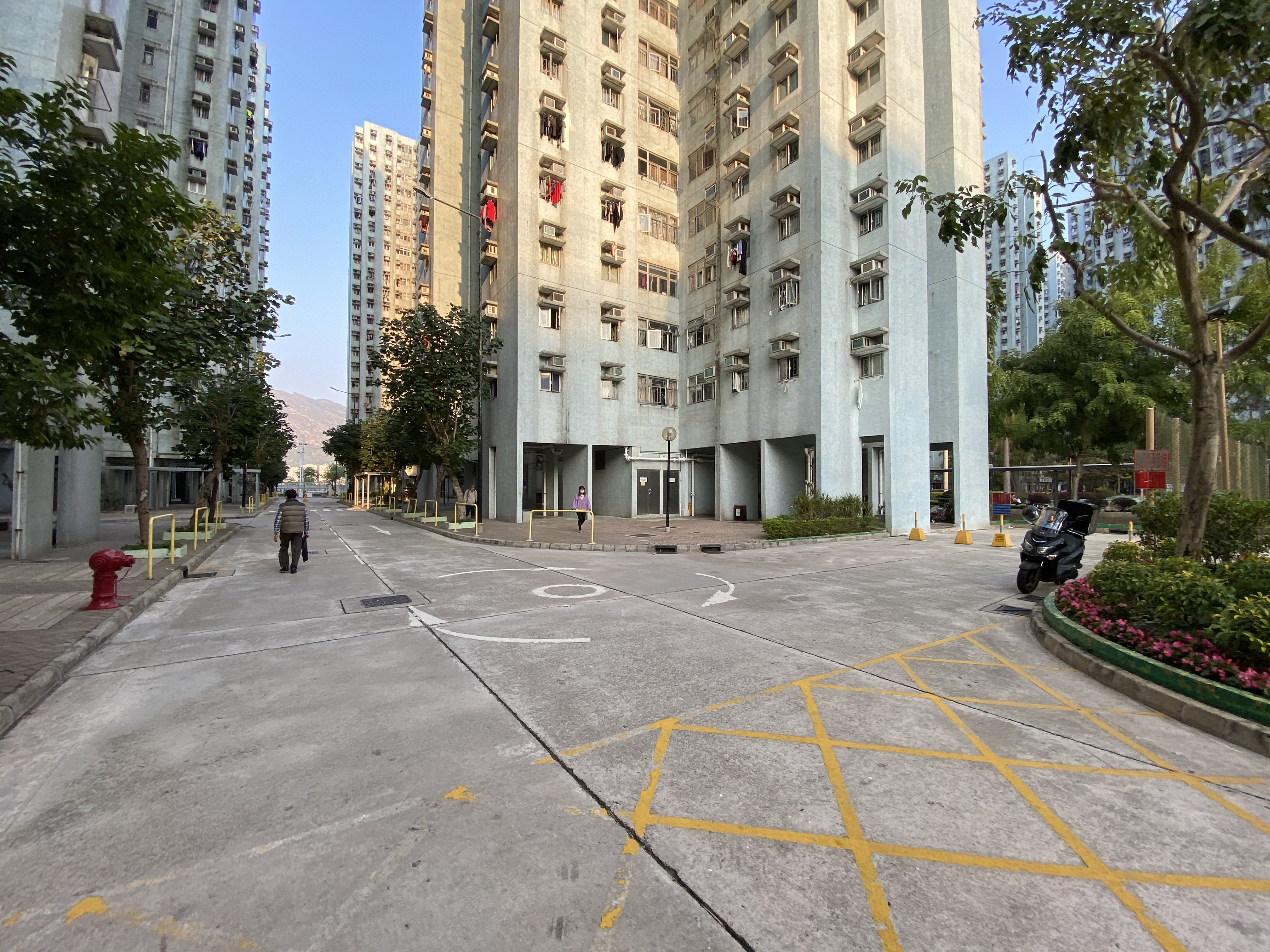
行車道
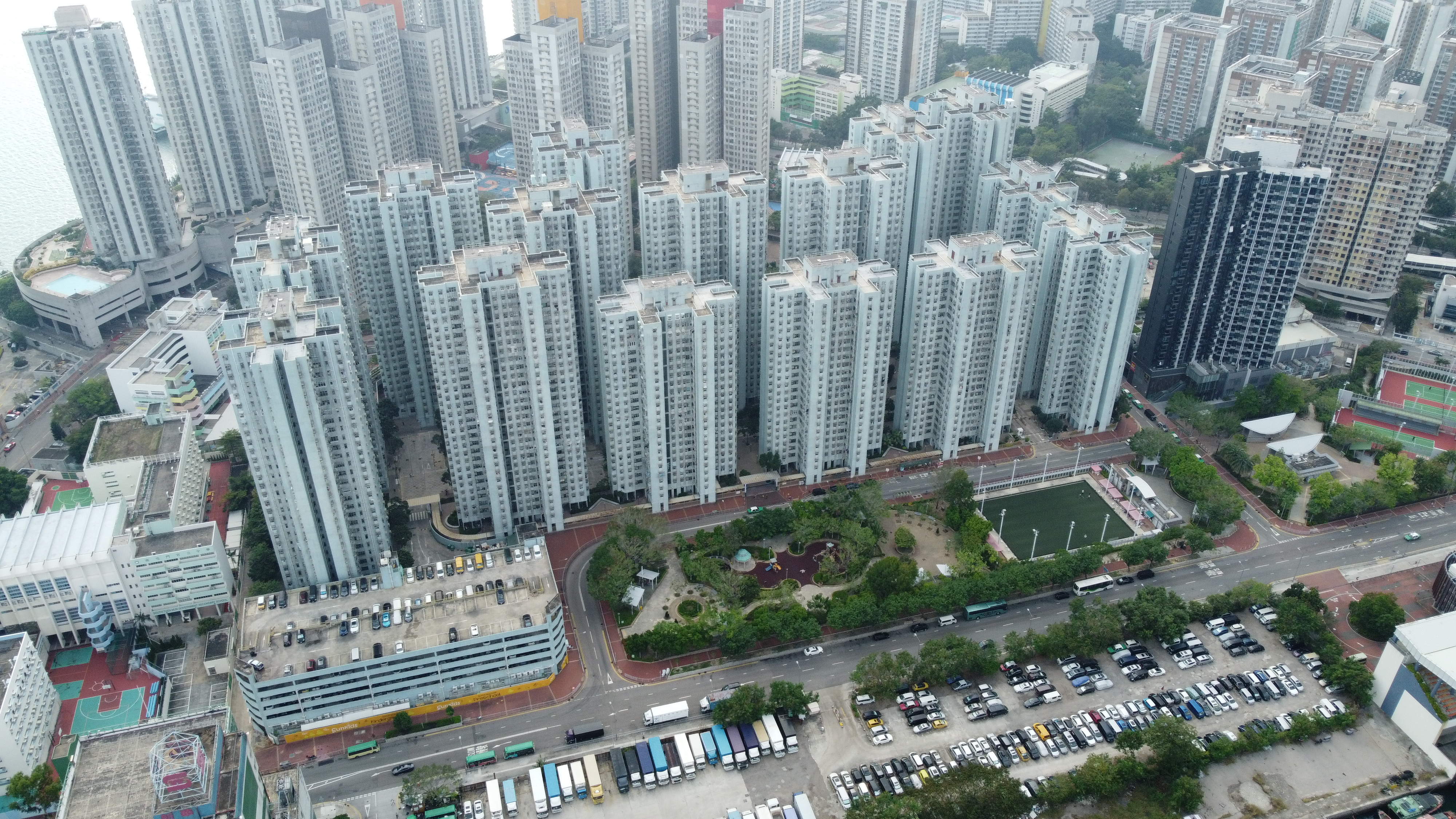
航拍角度的悅湖山莊（2021年10月）